# Curling-Pazifikmeisterschaft 2006
Die Curling-Pazifikmeisterschaft 2006 fand vom 21. bis 26. November in der Präfektur Tokio, Japan statt. Austragungsort war die Higashifushimi Ice Arena (damals nach Sponsorenverträgen DyDo Drink Ice Arena) in Nishitōkyō westlich von Tokio.

## Turnier der Männer

### Teilnehmer
| Australien                                                                                           | Volksrepublik China                                                                          | Chinese Taipei                                                                                 |
| --- | -------------------------------------------------------------------------------------------- | ---------------------------------------------------------------------------------------------- |
| Fourth: Ian Palangio Third: Hugh Millikin Second: Sean Hall Lead: Mike Woloschuk Alternate:          | Fourth: Wang Binjiang Third: Wang Fengchun Second: Xu Xiaoming Lead: Liu Rui Alternate:      | Fourth: Nicolas Hsu Third: Brendon Liu Second: Ian Lu Lead: Steve Koo Alternate:               |
| Japan                                                                                                | Südkorea                                                                                     | Neuseeland                                                                                     |
| Fourth: Hiroaki Kashiwagi Third: Jun Nakayama Second: Yuki Sakamoto Lead: Yoichi Nakasato Alternate: | Fourth: Jae Ho Lee Third: Jong Chul Baek Second: Se Young Yang Lead: Kwon il Park Alternate: | Fourth: Dan Mustapic Third: Hans Frauenlob Second: Rupert Jones Lead: Lorne De Pape Alternate: |

### Round Robin
| Datum  | Zeit  | Begegnung                        | Resultat |
| ------ | ----- | -------------------------------- | -------- |
| 21.11. | 14:30 | Australien – Südkorea            | 4:8      |
|        |       | Japan – Chinesisch Taipeh        | 7:3      |
|        |       | Neuseeland – Volksrepublik China | 5:8      |
| 22.11. | 10:00 | Südkorea – Volksrepublik China   | 3:4      |
|        |       | Japan – Australien               | 5:7      |
|        |       | Chinesisch Taipeh – Neuseeland   | 3:9      |
|        | 19:00 | Neuseeland – Japan               | 9:6      |
|        |       | Chinesisch Taipeh – Südkorea     | 5:6      |
|        |       | Volksrepublik China – Australien | 5:6      |

| Datum  | Zeit  | Begegnung                               | Resultat |
| ------ | ----- | --------------------------------------- | -------- |
| 23.11. | 14:30 | Chinesisch Taipeh – Volksrepublik China | 1:10     |
|        |       | Australien – Neuseeland                 | 6:5      |
|        |       | Südkorea – Japan                        | 5:4      |
| 24.11. | 10:00 | Volksrepublik China – Japan             | 4:8      |
|        |       | Südkorea – Neuseeland                   | 10:6     |
|        |       | Australien – Chinesisch Taipeh          | 10:3     |

| Platz | Team                | Spiele | Siege | Ndlg. |
| ----- | ------------------- | ------ | ----- | ----- |
| 1.    | Südkorea            | 5      | 4     | 1     |
| 2.    | Australien          | 5      | 4     | 1     |
| 3.    | Volksrepublik China | 5      | 3     | 2     |
| 4.    | Japan               | 5      | 2     | 3     |
| 5.    | Neuseeland          | 5      | 2     | 3     |
| 6.    | Chinesisch Taipeh   | 5      | 0     | 5     |

### Play-off
|  | Halbfinale | Halbfinale          | Halbfinale | Halbfinale | Halbfinale |            |   | Finale | Finale | Finale |
|  |            |                     |            |            |            |            |   |        |        |        |
|  | 1          | Südkorea            | 4          | 8          |            |            |   |        |        |        |
|  | 4          | Japan               | 3          | 4          |            |            |   |        |        |        |
|  | 4          | Japan               | 3          | 4          |            | Südkorea   | 5 |        |        |        |
|  |            |                     |            |            |            | Südkorea   | 5 |        |        |        |
|  |            |                     | Australien | 8          |            |            |   |        |        |        |
|  | 2          | Australien          | Australien | 8          | 8          | 4          | 8 |        |        |        |
|  | 2          | Australien          |            |            |            | 4          | 8 |        |        |        |
|  | 3          | Volksrepublik China | 3          | 5          | 6          |            |   |        |        |        |
|  |            |                     |            |            |            | um Platz 3 |   |        |        |        |
|  |            |                     |            |            |            |            |   |        |        |        |
|  |            | Volksrepublik China | 9          |            |            |            |   |        |        |        |
|  |            | Japan               | 8          |            |            |            |   |        |        |        |

Halbfinale, 1. Spiel: 25. November, 10:00
| Team     |    | 1 | 2 | 3 | 4 | 5 | 6 | 7 | 8 | 9 | 10 | 11 | Gesamt |
| -------- | -- | - | - | - | - | - | - | - | - | - | -- | -- | ------ |
| Südkorea | 🔨 | 0 | 0 | 0 | 1 | 0 | 0 | 0 | 1 | 0 | 1  | 1  | 4      |
| Japan    |    | 0 | 0 | 1 | 0 | 0 | 1 | 0 | 0 | 1 | 0  | 0  | 3      |

| Team                |    | 1 | 2 | 3 | 4 | 5 | 6 | 7 | 8 | 9 | 10 | Gesamt |
| ------------------- | -- | - | - | - | - | - | - | - | - | - | -- | ------ |
| Australien          | 🔨 | 2 | 0 | 1 | 1 | 0 | 0 | 2 | 0 | 0 | 2  | 8      |
| Volksrepublik China |    | 0 | 0 | 0 | 0 | 2 | 1 | 0 | 0 | 0 | 0  | 3      |

Halbfinale, 2. Spiel: 25. November, 14:30
| Team     |    | 1 | 2 | 3 | 4 | 5 | 6 | 7 | 8 | 9 | 10 | Gesamt |
| -------- | -- | - | - | - | - | - | - | - | - | - | -- | ------ |
| Japan    | 🔨 | 1 | 0 | 1 | 0 | 0 | 1 | 0 | 0 | 1 | 0  | 4      |
| Südkorea |    | 0 | 2 | 0 | 0 | 2 | 0 | 2 | 2 | 0 | 0  | 8      |

| Team                |    | 1 | 2 | 3 | 4 | 5 | 6 | 7 | 8 | 9 | 10 | 11 | Gesamt |
| ------------------- | -- | - | - | - | - | - | - | - | - | - | -- | -- | ------ |
| Volksrepublik China |    | 1 | 0 | 1 | 0 | 0 | 0 | 0 | 2 | 0 | 0  | 1  | 5      |
| Australien          | 🔨 | 0 | 0 | 0 | 2 | 0 | 0 | 1 | 0 | 0 | 1  | 0  | 4      |

Halbfinale, 3. Spiel: 25. November, 19:00
| Team                |    | 1 | 2 | 3 | 4 | 5 | 6 | 7 | 8 | 9 | 10 | Gesamt |
| ------------------- | -- | - | - | - | - | - | - | - | - | - | -- | ------ |
| Volksrepublik China | 🔨 | 0 | 1 | 1 | 2 | 0 | 0 | 0 | 2 | 0 | 0  | 6      |
| Australien          |    | 1 | 0 | 0 | 0 | 4 | 1 | 1 | 0 | 1 | 0  | 8      |

Spiel um Platz 5: 26. November, 10:00
| Team              |    | 1 | 2 | 3 | 4 | 5 | 6 | 7 | 8 | 9 | 10 | Gesamt |
| ----------------- | -- | - | - | - | - | - | - | - | - | - | -- | ------ |
| Neuseeland        | 🔨 | 0 | 1 | 0 | 2 | 0 | 0 | 1 | 2 | 0 | 1  | 7      |
| Chinesisch Taipeh |    | 1 | 0 | 1 | 0 | 1 | 0 | 0 | 0 | 2 | 0  | 5      |

Spiel um Platz 3: 26. November, 10:00
| Team                |    | 1 | 2 | 3 | 4 | 5 | 6 | 7 | 8 | 9 | 10 | 11 | Gesamt |
| ------------------- | -- | - | - | - | - | - | - | - | - | - | -- | -- | ------ |
| Volksrepublik China |    | 1 | 0 | 0 | 2 | 0 | 1 | 0 | 2 | 2 | 0  | 1  | 9      |
| Japan               | 🔨 | 0 | 2 | 1 | 0 | 1 | 0 | 2 | 0 | 0 | 2  | 0  | 8      |

Finale: 26. November, 14:30
| Team       |    | 1 | 2 | 3 | 4 | 5 | 6 | 7 | 8 | 9 | 10 | Gesamt |
| ---------- | -- | - | - | - | - | - | - | - | - | - | -- | ------ |
| Südkorea   | 🔨 | 0 | 1 | 0 | 0 | 2 | 0 | 0 | 0 | 2 | 0  | 5      |
| Australien |    | 0 | 0 | 4 | 0 | 0 | 0 | 3 | 0 | 0 | 1  | 8      |

### Endstand
| Platz | Land                |
| ----- | ------------------- |
| 1     | Australien          |
| 2     | Südkorea            |
| 3     | Volksrepublik China |
| 4     | Japan               |
| 5     | Neuseeland          |
| 6     | Chinesisch Taipeh   |

Australien und Südkorea qualifizierten sich damit für die Weltmeisterschaft 2007.

## Turnier der Frauen

### Teilnehmer
| Volksrepublik China                                                                      | Chinese Taipei                                                                                        | Japan                                                                                          |
| ---------------------------------------------------------------------------------------- | --- | ---------------------------------------------------------------------------------------------- |
| Fourth: Liu Yin Third: Wang Bingyu Second: Yue Qingshuang Lead: Zhou Yan Alternate:      | Fourth: Li-Lin Cheng Third: Chia-Hua Ku Second: Chia-Wen Chang Lead: Wan-Chun Ho Alternate:           | Fourth: Moe Meguro Third: Mari Motohashi Second: Mayo Yamaura Lead: Sakurako Terada Alternate: |
| Südkorea                                                                                 | Neuseeland                                                                                            |                                                                                                |
| Fourth: Jin-Sook Jeung Third: Ji Suk Kim Second: Mi Hee Park Lead: Hye In Lee Alternate: | Fourth: Bridget Becker Third: Brydie Donald Second: Natalie Campbell Lead: Catherine Inder Alternate: |                                                                                                |

### Round Robin
| Datum  | Zeit  | Begegnung                               | Resultat |
| ------ | ----- | --------------------------------------- | -------- |
| 21.11. | 10:00 | Volksrepublik China – Südkorea          | 12:7     |
|        |       | Neuseeland – Chinesisch Taipeh          | 13:6     |
|        | 19:00 | Chinesisch Taipeh – Japan               | 1:12     |
|        |       | Volksrepublik China – Neuseeland        | 6:2      |
| 22.11. | 14:30 | Japan – Neuseeland                      | 8:2      |
|        |       | Südkorea – Chinesisch Taipeh            | 10:2     |
| 23.11. | 10:00 | Volksrepublik China – Chinesisch Taipeh | 8:2      |
|        |       | Japan – Südkorea                        | 5:9      |
|        | 19:00 | Südkorea – Neuseeland                   | 9:6      |
|        |       | Japan – Volksrepublik China             | 11:5     |

| Platz | Team                | Spiele | Siege | Ndlg. |
| ----- | ------------------- | ------ | ----- | ----- |
| 1.    | Südkorea            | 4      | 3     | 1     |
| 2.    | Volksrepublik China | 4      | 3     | 1     |
| 3.    | Japan               | 4      | 3     | 1     |
| 4.    | Neuseeland          | 4      | 1     | 3     |
| 5.    | Chinesisch Taipeh   | 4      | 0     | 4     |

### Play-off
|  | Halbfinale | Halbfinale          | Halbfinale          | Halbfinale | Halbfinale |            |   | Finale | Finale | Finale |
|  |            |                     |                     |            |            |            |   |        |        |        |
|  | 1          | Südkorea            | 8                   | 8          |            |            |   |        |        |        |
|  | 4          | Neuseeland          | 1                   | 5          |            |            |   |        |        |        |
|  | 4          | Neuseeland          | 1                   | 5          |            | Südkorea   | 3 |        |        |        |
|  |            |                     |                     |            |            | Südkorea   | 3 |        |        |        |
|  |            |                     | Volksrepublik China | 8          |            |            |   |        |        |        |
|  | 2          | Volksrepublik China | Volksrepublik China | 8          | 6          | 9          |   |        |        |        |
|  | 2          | Volksrepublik China |                     |            |            | 9          |   |        |        |        |
|  | 3          | Japan               | 4                   | 6          |            |            |   |        |        |        |
|  |            |                     |                     |            |            | um Platz 3 |   |        |        |        |
|  |            |                     |                     |            |            |            |   |        |        |        |
|  |            | Japan               | 10                  |            |            |            |   |        |        |        |
|  |            | Neuseeland          | 3                   |            |            |            |   |        |        |        |

Halbfinale, 1. Spiel: 25. November, 10:00
| Team       |    | 1 | 2 | 3 | 4 | 5 | 6 | 7 | 8 | 9 | 10 | Gesamt |
| ---------- | -- | - | - | - | - | - | - | - | - | - | -- | ------ |
| Neuseeland |    | 0 | 0 | 0 | 0 | 1 | 1 | 0 | 2 | 1 | 0  | 5      |
| Südkorea   | 🔨 | 0 | 0 | 2 | 1 | 0 | 0 | 3 | 0 | 0 | 2  | 8      |

| Team                |    | 1 | 2 | 3 | 4 | 5 | 6 | 7 | 8 | 9 | 10 | Gesamt |
| ------------------- | -- | - | - | - | - | - | - | - | - | - | -- | ------ |
| Japan               |    | 1 | 1 | 0 | 0 | 1 | 0 | 0 | 1 | 0 | 0  | 4      |
| Volksrepublik China | 🔨 | 0 | 0 | 3 | 0 | 0 | 0 | 1 | 0 | 1 | 1  | 6      |

Halbfinale, 2. Spiel: 25. November, 14:30
| Team                |    | 1 | 2 | 3 | 4 | 5 | 6 | 7 | 8 | 9 | 10 | Gesamt |
| ------------------- | -- | - | - | - | - | - | - | - | - | - | -- | ------ |
| Volksrepublik China |    | 0 | 2 | 0 | 0 | 2 | 3 | 0 | 2 | 0 | 0  | 9      |
| Japan               | 🔨 | 0 | 0 | 0 | 1 | 0 | 0 | 3 | 0 | 1 | 1  | 6      |

| Team       |    | 1 | 2 | 3 | 4 | 5 | 6 | 7 | 8 | 9 | 10 | Gesamt |
| ---------- | -- | - | - | - | - | - | - | - | - | - | -- | ------ |
| Neuseeland | 🔨 | 0 | 0 | 0 | 0 | 1 | 0 | 0 | 0 | 0 | X  | 1      |
| Südkorea   |    | 0 | 1 | 1 | 1 | 0 | 2 | 0 | 2 | 1 | X  | 8      |

Spiel um Platz 3: 26. November, 10:00
| Team       |    | 1 | 2 | 3 | 4 | 5 | 6 | 7 | 8 | 9 | 10 | Gesamt |
| ---------- | -- | - | - | - | - | - | - | - | - | - | -- | ------ |
| Japan      |    | 0 | 4 | 0 | 0 | 3 | 1 | 2 | 0 | 0 | X  | 10     |
| Neuseeland | 🔨 | 1 | 0 | 0 | 1 | 0 | 0 | 0 | 0 | 1 | X  | 3      |

Finale: 26. November, 14:30
| Team                |    | 1 | 2 | 3 | 4 | 5 | 6 | 7 | 8 | 9 | 10 | Gesamt |
| ------------------- | -- | - | - | - | - | - | - | - | - | - | -- | ------ |
| Volksrepublik China | 🔨 | 2 | 0 | 0 | 1 | 0 | 1 | 0 | 0 | 3 | 1  | 8      |
| Südkorea            |    | 0 | 0 | 1 | 0 | 1 | 0 | 0 | 1 | 0 | 0  | 3      |

### Endstand
| Platz | Land                |
| ----- | ------------------- |
| 1     | Volksrepublik China |
| 2     | Südkorea            |
| 3     | Japan               |
| 4     | Neuseeland          |
| 5     | Chinesisch Taipeh   |

Die chinesische Mannschaft qualifizierte sich damit für die Weltmeisterschaft 2007. Da diese in Japan ausgetragen wurde, war die japanische Mannschaft bereits als Teilnehmer gesetzt.